# Sous-titreur pour sourds et malentendants

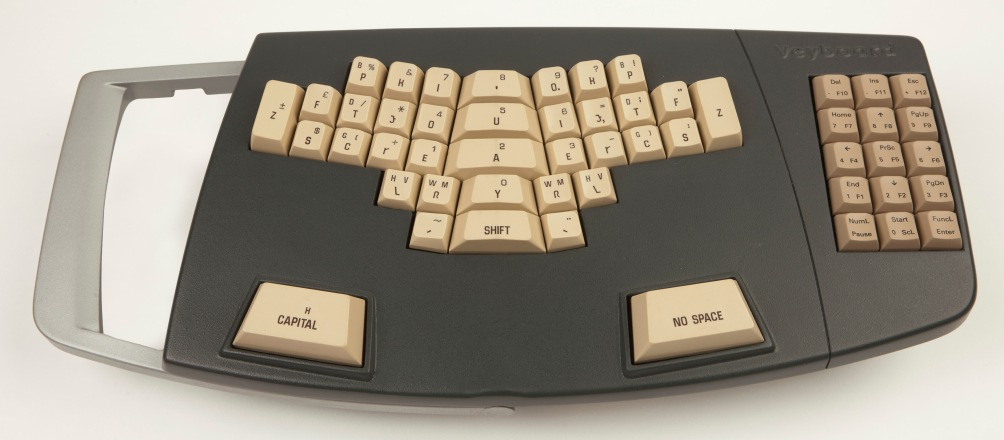
Exemple de clavier pouvant être utilisé par les STTR.

Cet article est consacré aux Speech-to-Text Reporters (équivalent anglais d’un sous-titreur pour sourds et malentendants) qui sont des humains qui reproduisent un discours à l’écrit sur un ordinateur qui est projeté à l’écran. Ils reprennent mot pour mot le discours initial, pour les personnes sourdes et malentendantes. Cette profession ne concerne pas le domaine de la reconnaissance automatique de la parole ou de la saisie intuitive qui sont des systèmes informatiques.
Un Speech-to-Text Reporter (STTR), que l’on connait aussi sous le nom de « sous-titreur », écoute un discours et le tape, mot pour mot, à l’aide d’une sténotype (clavier) électronique.  Le clavier est relié à un ordinateur qui convertit les syllabes en mots correctement orthographiés.  
Il existe deux types de claviers utilisés au Royaume-Uni, le système de codage Palantype et le système de Sténographie. À la différence d’un clavier QWERTY, les lettres d’un mot ne sont pas saisies une par une, mais plusieurs lettres à la fois sur le clavier qui représentent des mots entiers, des phrases ou des formes abrégées. Des logiciels spécialement adaptés convertissent ces ensembles phonétiques en anglais pour être affichés et lus. Le texte est soit affiché sur un ordinateur portable pour un utilisateur unique, ou projeté sur un grand écran ou un ensemble d’écrans à plasma pour un plus grand nombre d’utilisateurs. Un STTR produit environ 200 mots par minute et donne aussi des informations supplémentaires, comme {rire} et {applaudissements}, afin de rendre compte de l’humeur de l’audience, de la réunion ou de la conférence. Ce système peut aussi être utilisé pour le sous-titrage et pour le sous-titrage pour sourds et malentendants à la télévision ou en Webdiffusion.
Le logiciel informatique peut utiliser un vocabulaire préprogrammé par rapport au contexte, mais aussi à des informations qui font correspondre les groupes de syllabes à des formes écrites, et peuvent proposer des sous-titres alternatifs que le STTR choisit.  Des erreurs se produisent de la part du STTR qui peut mal-entendre les mots, il doit ainsi prendre une décision devant un énoncé ambiguë qu’il doit clarifier grâce à la suite du discours.
L’association professionnelle des sous-titreurs est l’Association of Verbatim Speech-to-Text Reporters. Le Council for Advanced Communication with Deaf People and the Royal National Institute for the Deaf (Conseil pour la communication avancée des personnes sourdes et l’institut national royal pour les sourds) donne plus d’informations sur la profession de STTR. On fait parfois référence aux Speech-to-Text Reporters comme des Palantypistes et des Sténographes.

## Que voit un utilisateur à l’écran?
Chaque mot prononcé s’affiche à l’écran dans un format accessible, bien qu’il soit possible de changer la couleur et la taille de la police. En même temps que les mots prononcés, les mots « NOUVEAU LOCUTEUR » apparaissent à l’écran pour signaler un changement de locuteur. Si l’on envoie aux STTR les noms des personnes présentes à une conférence ou à une réunion à l’avance, ils peuvent être programmés dans l’ordinateur, afin de reconnaître plus facilement qui parle.  D’autres expressions, dans des accolades, peuvent être inscrites, comme {rires} ou {applaudissements}, pour dénoter les événements importants.
Des confusions occasionnelles peuvent être vues dans des « sous-titres codés » lorsque l’ordinateur ne parvient pas à identifier la coupure d’un mot dans le flux des syllabes.  Par exemple, une information comme « grand parade » (grande parade) peut-être sous-titrée par « grandpa raid » (raid de grand-père). Des confusions se produisent dans le contexte d’émissions de télévision en direct, en effet, les sous-titres doivent être adaptés au rythme élevé de l’émission.

## Histoire
Beaucoup de sous-titreurs commencent leur carrière au tribunal comme Court reporter (équivalent de Greffier). Au cours de leur carrière ils sont amenés à enregistrer le déroulement des événements et produire des transcriptions. Les compétences développées sont alors précieuses dans le champ de la communication pour les personnes sourdes, car ils sont habitués à produire un travail d’extrême précision et agissent de manière très discrète à tout moment. Un STTR s’attend à atteindre un niveau de précision acceptable de 98 %

## Formation
Pour devenir un STTR, un entraînement intensif est nécessaire, d’environ deux ans, sur l’un des claviers spéciaux (Palantype/sténotype) et sur les logiciels associés. De plus, un minimum de deux ans de pratique supplémentaires sont nécessaires afin de développer la vitesse, la précision, le vocabulaire, et de gagner en expérience. Ce n’est qu’à ce moment qu’il pourra passer l’examen officiel (the Unitised CACDP Examinations) et devenir un membre du CACDP Register, ce qui confirmera qu’il a atteint les standards requis.  La majorité des STTR enregistrés sont aussi membres de l’Association of Verbatim Speech-to-Text Reporters.